# موتور عبدل (دلگان)
موتور عبدل یک منطقهٔ مسکونی در ایران است که در دهستان جلگه چاه هاشم واقع شده‌است. موتور عبدل ۲۶ نفر جمعیت دارد.